# Кристиан Таков
Кристиан Петров Таков е български юрист и университетски преподавател, доцент по гражданско, семейно и търговско право в Юридическия факултет на Софийския университет и в Юридическия факултет на Великотърновския университет.

## Биография
Роден е в София на 7 ноември 1965 г. Майка му е оперната певица Галя Йончева. По бащина линия е внук на Кръстю (Кръстьо) Таков, партизанин и комунист, брат на члена на Политбюро на ЦК на БКП Пеко Таков.
През 1984 г. завършва със златен медал за отличие Немската езикова гимназия в София. Отбива военната си служба във Висшето военно училище в Шумен в периода 1984 – 1986 г., откъдето има военно звание старши лейтенант о.з. В 1992 г. завършва право в Софийския университет. Защитава докторантура в Софийския университет през 1998 г. Владее немски, английски, френски, руски и латински език.
От 1992 г. е асистент по гражданско, семейно и търговско право в Юридическия факултет на Софийския университет. Същевременно през 1993 – 1994 г. е хоноруван преподавател по семейно и облигационно право в Юридическия факултет на Университета за национално и световно стопанство – Монтана, и от 1993 до 1997 г. – в Нов български университет. През 2009 г. е избран за доцент в Юридическия факултет на Софийския университет. От 2012 до 2017 г. е съветник на президента Росен Плевнелиев по правни въпроси.
Специализира в Хамбургския университет (1994 – 1995 г.) и в университета „Виадрина“ във Франкфурт на Одер (1998 г.) по право на капиталовите пазари и в Института „Макс Планк“, Хамбург (2001 г.). Носител е на Хумболтова стипендия в Института „Макс Планк“ (2004 – 2006 г.). Член на Академичния съвет на Софийския университет (2007 – 2011 г.).
От 1994 г. е арбитър в Арбитражния съд към Българската търговско-промишлена палата, през 2004 г. става и негов председател. Член на Консултативния съвет по законодателството (2001 – 2002 г.), на Надзорния съвет на Агенцията за следприватизационен контрол (2002 г.).
Член е на Дружеството за германо-българско правно сътрудничество и съосновател на Института за германско право към Юридическия факултет на Софийския университет.
Научен секретар е на редакционната колегия на сп. „Съвременно право“.
Таков е един от основателите на политическа партия „Да, България!“.
Умира от рак на стомаха на 11 юли 2017 г. в болница „Уни Хоспитал“ в Панагюрище.

## Публикации

### Книги
- Закон за задълженията и договорите – заглавия, препращания, предметен указател и въведение, 260 стр., изд. СИБИ, 1999, ISBN 954-730-042-3
- Закон за задълженията и договорите – заглавия, препращания, латински термини, предметен указател и въведение (второ преработено и допълнено издание), 281 стр., изд. СИБИ, 2000, ISBN 954-730-042-3
- Закон за задълженията и договорите – заглавия, препращания, латински термини, предметен указател и въведение (трето преработено и допълнено издание), 282 стр., изд. СИБИ, 2000, ISBN 954-730-042-3
- Закон за задълженията и договорите – заглавия, препращания, латински термини, предметен указател и въведение (четвърто преработено и допълнено издание), 299 стр., изд. СИБИ, 2001
- Закон за задълженията и договорите – заглавия, препращания, латински термини, предметен указател и въведение (пето преработено и допълнено издание), 313 стр., изд. СИБИ, 2003, ISBN 954-730-175-6
- Закон за задълженията и договорите – заглавия, препращания, латински термини, предметен указател и въведение (шесто преработено и допълнено издание), 325 стр., изд. СИБИ, 2004, ISBN 954-730-234-5
- Банковата гаранция, 375 стр., изд. СИБИ, 1998, ISBN 954-730-008-3
- Доброволно представителство, 560 стр., изд. СИБИ, 2006, ISBN 954-730-325-2
- Доброволно представителство, 560 стр., изд. СИБИ, 2007, второ стереотипно издание
- Подбрана библиография по частно право, 136 стр., изд. СИБИ, 2006, ISBN 954-730-352-X
- Как се решава частноправен казус?, изд. СИБИ, 2007, ISBN 978-954-730-404-8
- Как се решава частноправен казус?, изд. СИБИ, 2007, второ стереотипно издание
- Гражданско право. Правни научни изследвания. Съставители Васил Мръчков, Даниела Доковска, Боряна Мусева. Предговор Васил Мръчков. 768 стр., изд. Сиби, София, 2018, ISBN 978-619-226-091-0
- Истина и справедливост. 196 стр., изд. Сиби, София, 2019, ISBN 978-619-226-116-0
- Кристали. 116 стр., изд. Сиби, София, 2019, ISBN 978-619-226-117-7

### Статии
- Някои проблеми при тълкуването на чл. 132 ЗЗД (алтернативни задължения) (32 стр.), сп. Съвременно право, бр. 1/1993, стр. 51 – 61, София
- Анализ на измененията на Закона за задълженията и договорите от ДВ бр. 12/1993 (27 стр.), сп. Търговско право, бр. 2/1993, стр. 16 – 24, София
- Методика за извършване на правен анализ на предприятия, подлежащи на приватизация (6 стр.), Агенция за приватизация, информационен бюлетин, бр. 12/1993, стр. 6 – 7, София
- Методика за извършване на правен анализ на предприятия, подлежащи на приватизация (52 стр.), сп. Бизнес управление, бр. 2/1994, стр. 24 – 55, Свищов
- Въпроси във връзка с противоречията между института на съпружеската имуществена общност и духа на законодателството (35 стр.), сп. Съвременно право, бр. 5/1994 (стр. 19 – 28) и 6/1994 (стр. 19 – 31), София, ISSN 0861 – 1815, препечатано в сп. Собственост и право, бр. 6/1994 (стр. 25 – 36) и бр. 2/1995 (стр. 42 – 58), София
- Понятие за банковата гаранция и видове банкови гаранции според структурата им (16 стр.) сп. Финанси и право, бр. 1/1996, стр. 5 – 16 София
- Materialanhang Gesetzgebunds- und Schrifttumshinweise Transformation in Mittel- un Osteuropa (Bulgarien) //  Systemtransformation in Mittel- und Osteuropa und ihre Folgen für Banken, Börsen und Kreditsicherheiten herausgegeben von Urlich Drobnig, Klaus J. Hopt, Hein Kötz, Ernst-Joachim Mestmäcker (Max-Planck-Institut für ausländisches und internationales Privatrecht; Beiträge zum ausländisches und internationales Privatrecht 64); Im Institut bearbeited von Christa Jessel-Holst und Jan Peter Waehler).   Tübingen, J. C. B. Mohr (Paul Siebeck), 1998. с. 415-417. в съавторство с Таня Бузева
- Уредбата на банковите гаранции в действуващото българско право (25 стр.), сп. Търговско право, бр. 1/1998 (стр. 18 – 24) и 2/1998 (стр. 18 – 28), София,
- Die Forderungsabtretung, insbesondere zur Kreditsicherung im bulgarischen Recht (18 стр.), in Untersuchungen uber das Spar-, Giro- und Kreditwesen; Die Forderungsabtretung, insbesondere zur Kreditsicherung in der BRD und in auslandischen Rechtsordnungen, S. 627 – 642, herausgegeben von Walter Hedding und Uwe H. Schneider, Verlag Duncker & Humblot/Berlin, 1999, в съавторство с проф. Огнян Герджиков
- Характер на нормата на чл. 69 ал. 1 изр. 2 на Търговския закон (уведомяване за обстоятелството, че търговското дружество е в процес на учредяване) (9 стр.), сп. Пазар и право, бр. 1/1998, стр. 5 – 13, София
- Наследяването на дялове в ООД (10 стр.), сп. Пазар и право, бр. 2/1999, стр. 5 – 12, София
- Относно проекта за Граждански кодекс, редакция от септември 1999 г. (8 стр.), сп. Търговско право, бр. 1/2000, стр. 3 – 8, София, в съавторство с проф. Петко Попов
- Абстрактните сделки в светлината на понятията за абстрактност и каузалитет (57 стр.), в Юбилеен сборник по повод 100-годишнината на проф. Иван Апостолов, 2001 г., стр. 419 – 451.
- Необходими белези на ценните книги за участието им в капиталовия пазар. Безналични и налични ценни книги (26 стр.), в Бюлетин на Държавната комисия по ценните книжа, бр. 3 – 4 / 2001 г., стр. 8 – 14, София, ISSN 1311 – 4395
- Допустима ли е продажба на предприятие в производството по ликвидация? (33 стр.), Юбилеен сборник в памет на професор Витали Таджер, изд. Сиби, 2003 г., стр. 510 – 538 15. Предварителни договори – някои неизяснени аспекти (46 стр.), сп. Търговско право, бр. 1/2004, стр. 32 – 62
- Към въпроса за намаляването на неустойката (60 стр.), в Сборник в чест на проф. Живко Сталев, стр. 391 – 446, изр. СИБИ, 2005, ISBN 954-730-246-9
- Принципи на европейското договорно право (Principles of European Contract Law) – кратко представяне (14 стр.), сп. Търговско право, бр. 1/2005 (стр. 5 – 15), София
- The Bulgarian Legal System from 1878 until World War I, (15 стр.), in Rechtskulturen des modernen Osteuropa, Traditionen und Transfers, Bd. I, Modernisierung durch Transfer im 19. und fruhen 20. Jahrhundert, Hrsg. Tomasz Giaro, ISBN 3-465-03489-9, в съавторство с проф. Мариана Карагьозова-Финкова, стр. 129 – 144.
- Персонална симулация. Видове, хипотези, сравнения с други правни конструкции, (55 стр.), сп. Юридически свят, бр. 2/2005
- Обзор на деликтното право в Република България (45 стр.), в Yearbook Tort and Insurance Law, European Tort Law 2005 (заглавие на английски език: „Bulgaria“), pp. 614 – 649, ISBN – 10 3211 31135 1, 13 9873 211 31135 6
- Права на потребителя-купувач при несъответствие на стоката (35 стр.), сп. Търговско право, бр. 2/2007, стр. 35 – 57
- Обзор на деликтното право в Република България за 2007 г. (5 стр.), в Yearbook Tort and Insurance Law, European Tort Law 2007 (заглавие на английски език: „Bulgaria“), pp. 206 – 210, ISBN 978-3-211-77991-0
- Ein Überblick über das bulgarische Vertragsrecht, (13 стр.), Zeitschrift für Europäisches Vertragsrecht (ZEuP) ISSN 0943 3929, бр. 1/2009 (стр. 138 – 151)
- Key Issues of Civil Law in Corruption Cases in Bulgaria (21 стр.), в The Civil Law Consequences of Corruption, Nomos, 2009, pp. 195 – 205, ISBN 978-3-8329-4496-4
- Гражданскоправни аспекти на корупцията (28 стр.), сп. Юридически свят, бр. 1/2009, стр. 37 – 65, ISSN 1311 – 3448
- The Producer’s and Seller’s Liability under Bulgarian Law (11 стр.), in European Perspectives on Producers’ Liability, Sellier, 2009, ISBN 978-3-86653-055-3, стр. 211 – 222
- Обзор на деликтното право в Република България за 2009 г. (23 стр.), в Yearbook Tort and Insurance Law, European Tort Law 2009 (заглавие на английски език: „Bulgaria“), pp. 68 – 91, ISBN 978-3-11-024606-3, в съавторство с гл. ас. Виктор Токушев
- Обзор на деликтното право в Република България за 2010 г. (25 стр.), в Yearbook Tort and Insurance Law, European Tort Law 2010 (заглавие на английски език: „Bulgaria“), pp. 61 – 80, ISBN 978-3-11-023941-6, в съавторство с гл. ас. Виктор Токушев
- Към понятието „периодични плащания“, сп. Търговско право, бр. 4/2011, стр. XXX
- Неизяснени или неразглеждани въпроси във връзка с давността (20 стр.), под печат в Актуални проблеми на трудовото и осигурителното право, кн. ХХХ, ISBN NNN, Университетско издателство, 2012 г., стр. ХХХ – ХХХ
- Клирингова (нетинг) система (19 стр.), в сп. Юридически свят, бр. 1/2012, стр. XXX
- Обзор на деликтното право в Република България за 2011 г. (20 стр.), в Yearbook Tort and Insurance Law, European Tort Law 2011 (заглавие на английски език: „Bulgaria“), pp. NNN, ISBN NNN, в съавторство с гл. ас. Виктор Токушев
- Обзор на деликтното право в Република България за 2012 г. (30 стр.), в Yearbook Tort and Insurance Law, European Tort Law 2012 (заглавие на английски език: „Bulgaria“), pp. NNN, ISBN NNN, в съавторство с гл. ас. д-р Виктор Токушев

### Преводи
- Превод на сборника „Европейско дружествено право“ (200 стр.), изд. СИБИ, 1998, София
- Преводи на множество статии в областта на частното право, публикувани в сп. Търговско право, сп. Съвременно право и в отделни сборници
- Препратки към действуващото българско законодателство и частична редакция на българския превод на Hausmaninger, H., Casebook zum romischen Vertragsrecht (Casebook по римско облигационно право), (471 стр.), изд. СИБИ, 2001, ISBN 954-730-121-7.
- Превод на Принципите на Европейското договорно право (Principles of European Contract Law), части І, ІІ и ІІІ – (81 стр.) сп. Търговско право, бр. 1/2005 (стр. 15 – 85), София
- Бележки към част от Notes за българското законодателство в пълното издание на Draft Common Frame of Reference, Sellier, 2009, ISBN 978-3-86653-098-0.